# Lectrides varians
Lectrides varians là một loài Trichoptera trong họ Leptoceridae. Chúng phân bố ở miền Australasia.